# Andes venezolanos
Los Andes venezolanos, también conocidos simplemente como los Andes en Venezuela, son un sistema montañoso que forma la extensión más septentrional de los Andes. Están plenamente identificadas, tanto por su origen geológico como por los componentes del relieve, las rocas constituyentes y la estructura geológica.
El sistema andino venezolano representa la bifurcación terminal de la Cordillera Oriental de Colombia, que en territorio venezolano consta de dos ramas montañosas: la Sierra de Perijá, más pequeña, ligeramente desplazada de suroeste a noreste con 7500 km² en Venezuela; y una más grande, francamente orientada de suroeste a noreste con unos 40 000 km², la Cordillera de Mérida, comúnmente conocida como los Andes propiamente venezolanos. El punto más alto de Venezuela —el Pico Bolívar— se encuentra en esta región natural. Abarca alrededor del 5,2 % del territorio nacional, siendo la cuarta región natural más grande de Venezuela.

## Geografía
Los Andes venezolanos pueden dividirse en dos secciones:
- Cordillera de Mérida: abarca casi todo el territorio de los estados Táchira, Mérida y Trujillo, la zona sur de Lara y porciones de las zonas más altas del lado occidental de los estados Barinas, Apure y Portuguesa. Se puede dividir en tres subregiones:

1. Andes occidentales de Venezuela (Macizo del Tamá, Páramos Batallón y La Negra).
2. Andes centrales de Venezuela (Macizo del Sur, Sierra Nevada de Mérida, Sierra de La Culata, Sierra de Santo Domingo[3] ).
3. Andes nororientales de Venezuela ( Sierra de Trujillo, Sierra de Portuguesa, Andes de Lara)

- Sierra de Perijá: ubicada en el extremo occidental de Venezuela en el estado Zulia, colindante con Colombia .

## Geología
Tienen un origen geológico, que se remonta al período Eoceno de la era Terciaria temprana, hace unos 40-50 millones de años, coincide con el inicio del contacto de las tres placas tectónicas (Nazca, Caribe y Sudamérica) que se inició su ascenso orográfico.
Antes del surgimiento de los actuales Andes venezolanos, entre los períodos Cámbrico y Silúrico, surgieron los llamados Andes primitivos, que ya para el período Triásico (Era Mesozoica) se habían aplanado casi por completo debido al intenso proceso erosivo al que fueron sometidos.

### Tectónica cuaternaria
Se caracteriza por la interacción de las tres placas litosféricas más importantes de la región: Nazca, Caribe y Sudamericana. Una dirección de compresión orientada al noroeste-suroeste produce componentes de deformación verticales y horizontales, con la formación de empujes que alinean los bordes andinos, y fallas de deslizamiento. El desdoblamiento de los Andes venezolanos comenzó aparentemente en el Eoceno tardío, y su altura actual se alcanzó probablemente antes del Cuaternario.
Durante el Cuaternario, las principales estructuras activas son las fallas de deslizamiento, siendo la principal la Zona de Falla de Boconó, con un desplazamiento dextral medido de varios milímetros por año. En el campo este desplazamiento se manifiesta por la existencia de trincheras de falla, depresiones de falla, lagunas de hundimiento, crestas desplazadas y morrenas laterales

### Geología glacial
Como todas las cadenas montañosas tropicales con altitudes superiores a los 3000 m, los Andes venezolanos se vieron afectados por las glaciaciones del Pleistoceno .

#### Glaciación del Pleistoceno tardío
En la Cordillera de Mérida se han reconocido dos complejos morénicos: uno entre 2600 y 2800 m de altitud, y otro entre 2900 y 3500 m. Estos dos niveles han sido considerados como Estadios Temprano y Tardío, respectivamente, de la Glaciación Mérida . Las morrenas del estadio tardío están bien representadas topográficamente, y se encuentran varias morrenas superpuestas, o complejos morénicos. El área glaciar en la Cordillera de Mérida durante el Último Máximo Glacial fue de aproximadamente 600 km²
En la Sierra de Perija se ha mencionado la existencia de morrenas en altitudes entre 2700 y 3100 m. En ausencia de datos más detallados, estos han sido asignados tentativamente al Estadio Tardío de la Glaciación Mérida .

#### Glaciación del Holoceno tardío
Las pruebas de la sedimentación morénica del Holoceno tardío se basan en análisis palinológicos y de radiocarbono, que establecen una fase fría entre los siglos XV y mediados del XIX, que puede correlacionarse con la Pequeña Edad de Hielo. Las morrenas asociadas a esta fase son muy probablemente las situadas a una altitud de aproximadamente 4.700 m, entre 100 y 200 por debajo de la zona terminal de los glaciares actuales

## Galería

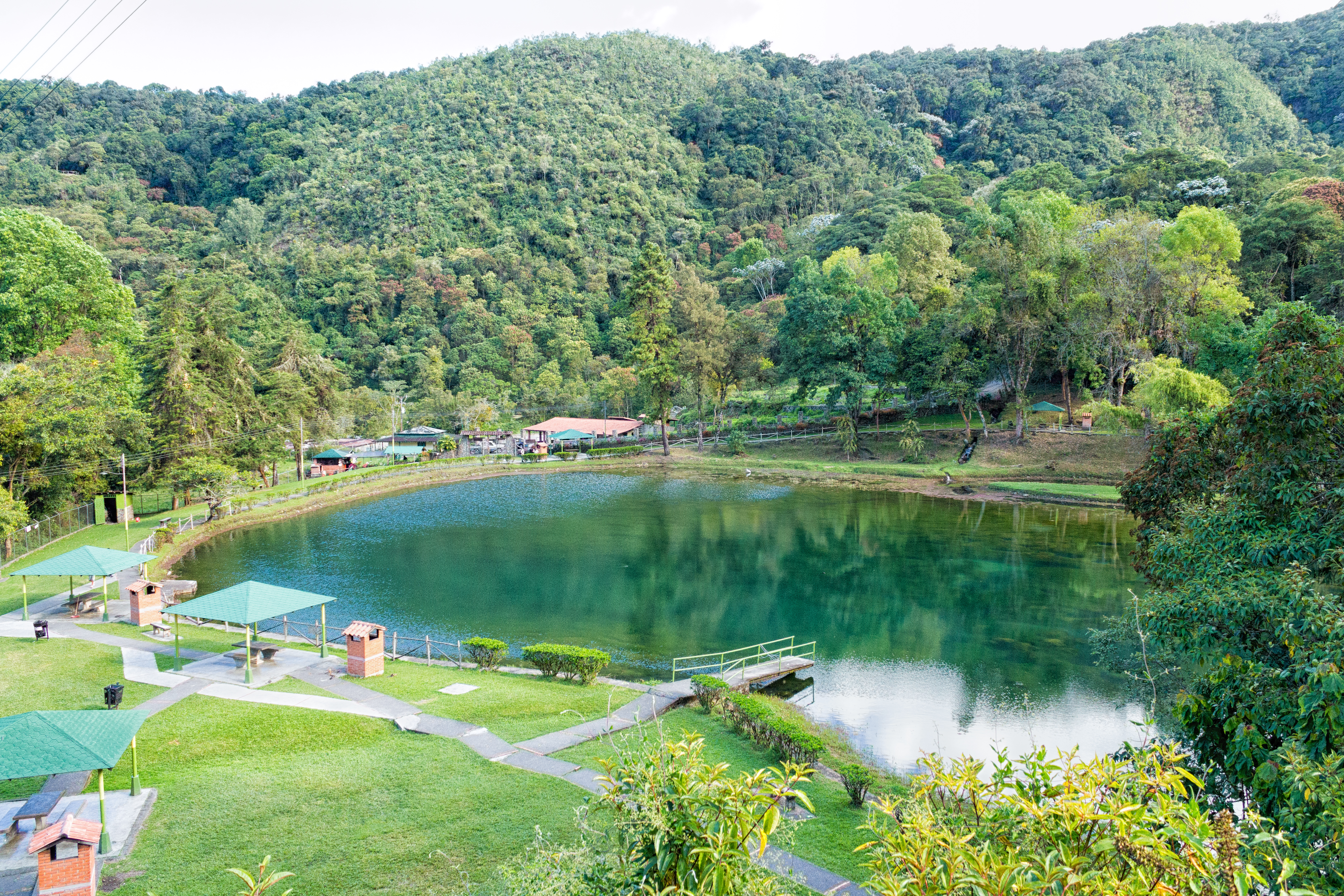
Laguna Los Cedros, Estado Trujillo
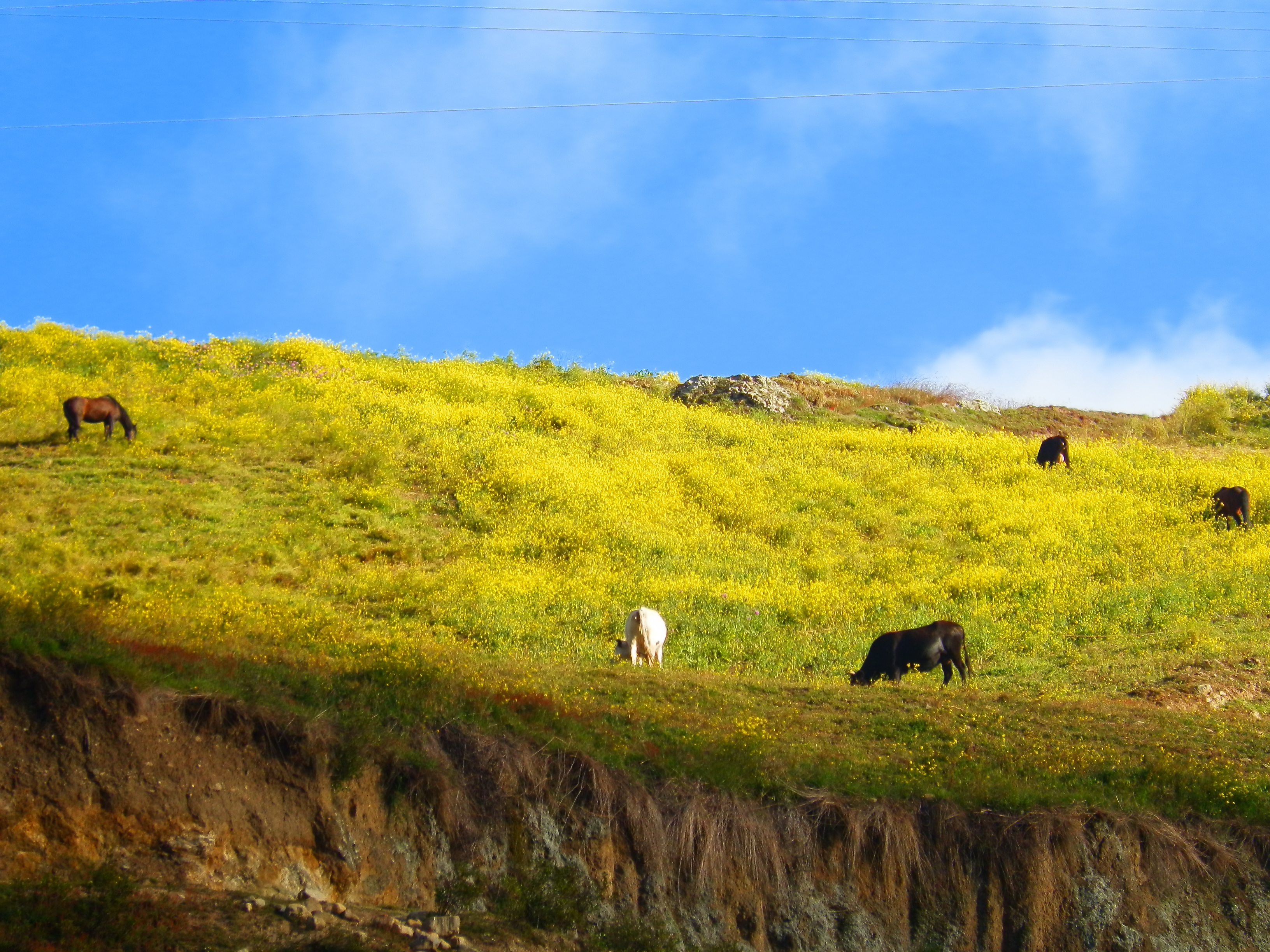
Fauna de los Andes venezolanos
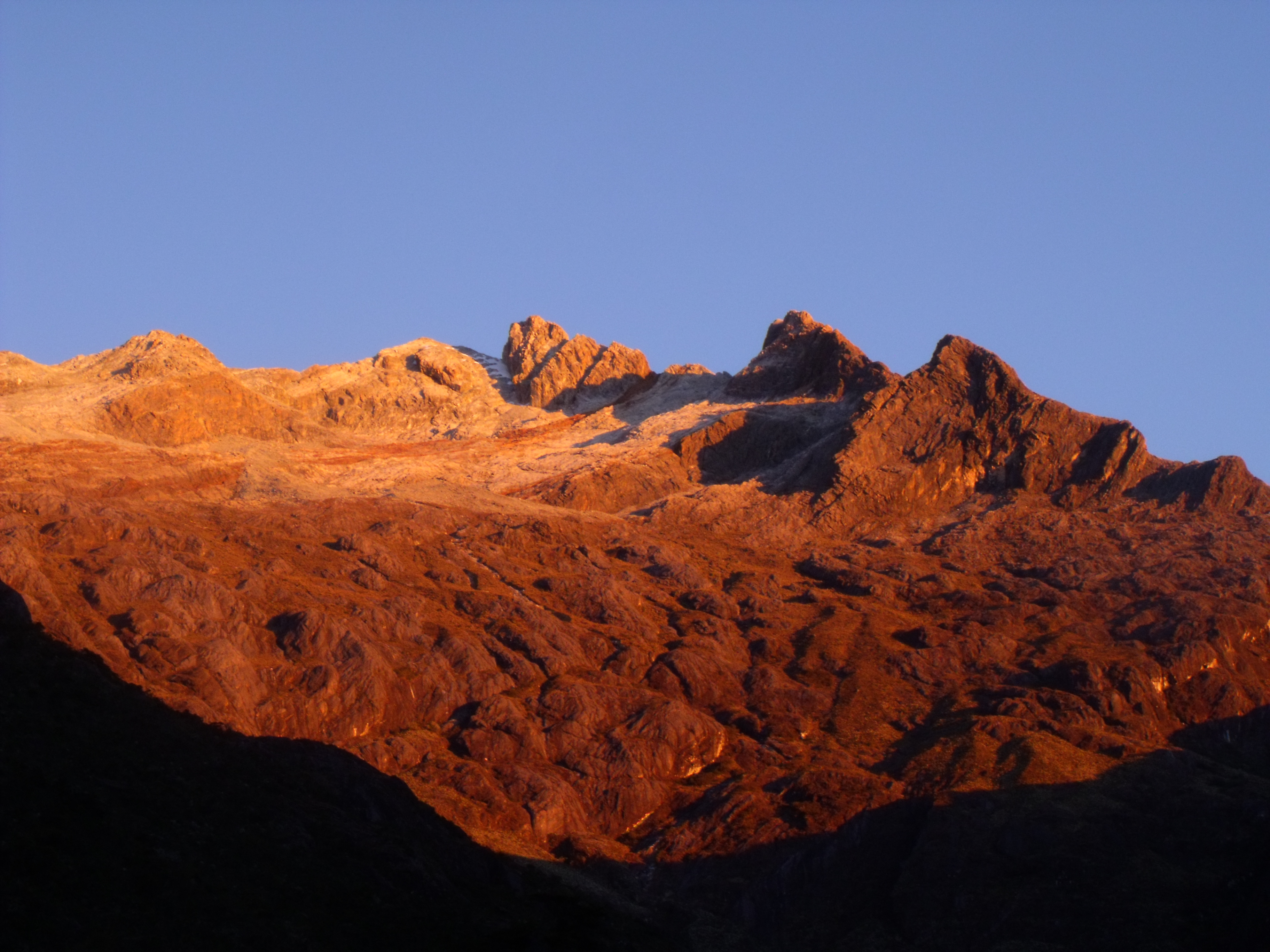
Pico de Humboldt
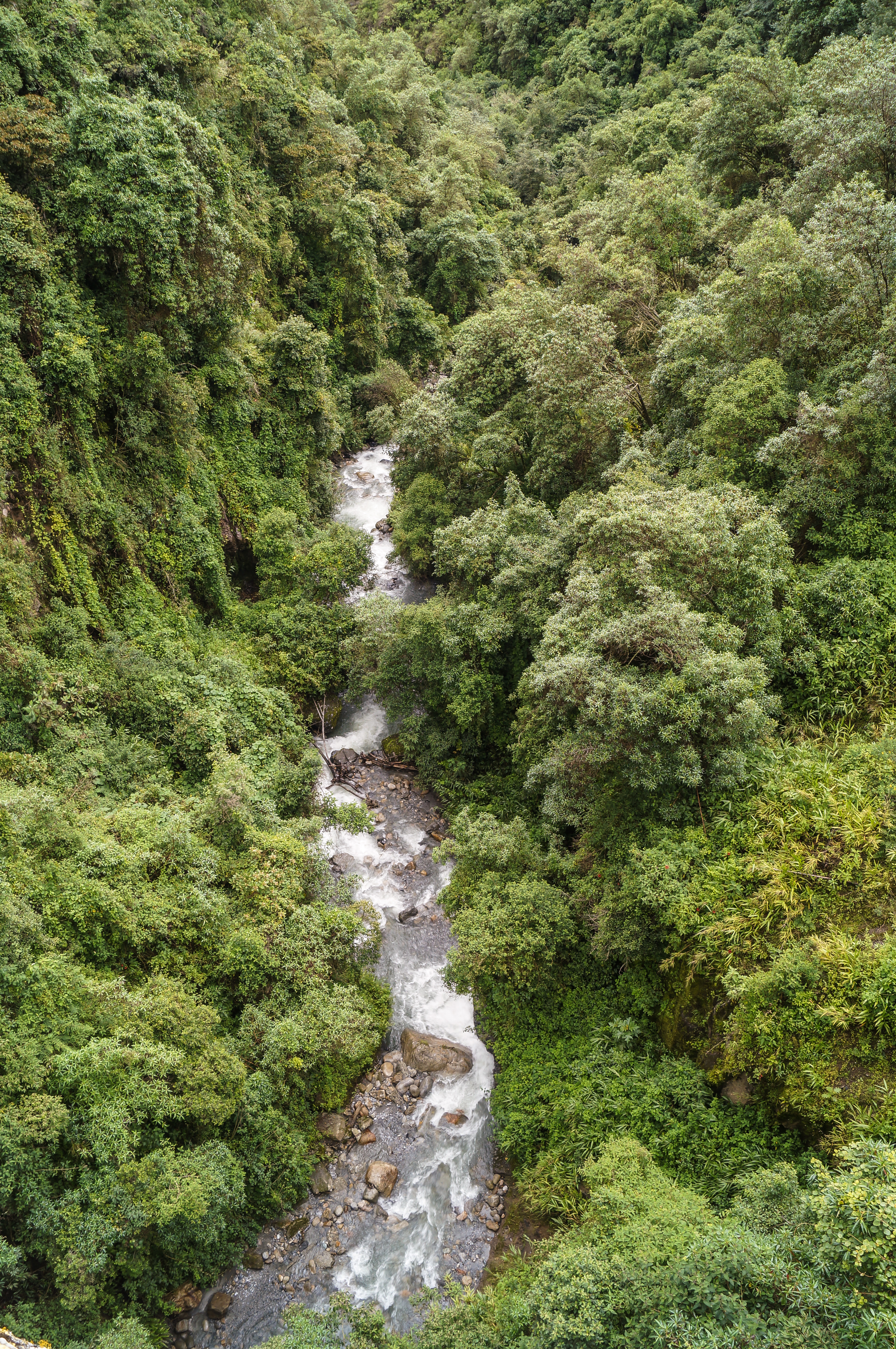
Río Butare